# ブルジュ・ハリファ
ブルジュ・ハリファ（アラビア語：بُرْج خَلِيفَة, Burj Khalīfa(h), ブルジュ・ハリーファ）は、アラブ首長国連邦のドバイにある超高層ビルである。全高は829.8m（2,722フィート）で、アンテナを除き242.6mの尖塔を含む高さは828m（2,717フィート）。
ドバイのビジネス街近くのシェイク・ザーイド・ロード第1インターチェンジに計画されたダウンタウン・ドバイと呼ばれる開発の一環として建設された。建設段階の名称は、ブルジュ・ドバイ。

## 名称
بُرْج（burj, ブルジュ）はアラビア語で「塔、タワー」、خَلِيفَة（khalīfah、ハリーファ）は「後継者、代理人」という意味の男性名だが、具体的には後述する当時のアブダビ首長国の首長のファーストネームで、2つを組み合わせて「ハリーファ・タワー」という意味を表す。
プロジェクトが完成した時、世界は金融危機の真っ只中にあり、ドバイ国内は建設過剰な状態であったため、空室や差押さえ物件が溢れ返っていた。野心に溢れていたドバイはその結果負債まみれになっており、やむを得ず政府は数十億ドルもの借入を、石油が豊富な隣国アブダビに頼らざるをえなかった。これに続いて、オープニングセレモニーで突如ビルの名称が、建設に対する重要なサポートを果たしたアラブ首長国連邦第2代大統領で連邦内最大の国アブダビ首長国のアミール（首長）であるハリーファ・ビン・ザーイド・アール・ナヒヤーン (خليفة بن زايد آل نهيان,) にちなんだ「ブルジュ・ハリファ」に変更された。

## 企画
企画はドバイの不動産開発会社であるエマール・プロパティーズ。
商業施設、居住施設、娯楽施設などを含む大規模な複合施設の核として位置づけられており、全ての計画を換算すると80億USドルに上ると見られている。経済効果は少なくとも200億ドルを超えると見込まれる。
ブルジュ・ハリファ建設の決定の背景には、石油依存の単独経済体制からサービスや観光を含む多様化を目指す政府の決定があると報告された。政府関係者によれば、都市が国際的な認知を得て投資を呼び込むにはブルジュ・ハリファのような計画が必要だと考えられていた。「彼（ムハンマド・ビン・ラーシド・アール・マクトゥーム首長）は、何か凄くセンセーショナルなものでドバイを有名にしたがっている」と、ナキール社のジャッキー・ジョセフソン観光・要人使節団担当役員は話した。
明確な裏づけは無いが、計画は当初から何度も高さを増す方向に見直しがかけられたという。元々は、オーストラリアのメルボルン・ドックランドに計画されたグロロ・タワー560 m (1,837 ft) に匹敵する高さが予定されたが、SOMによって計画の再検討が行われた。2006年までこの計画に加わっていたSOMの建築デザイナーであるマーシャル・ストラバラは、2008年にブルジュ・ハリファは808 mの高さに設計され直されたと述べた。

## 建設

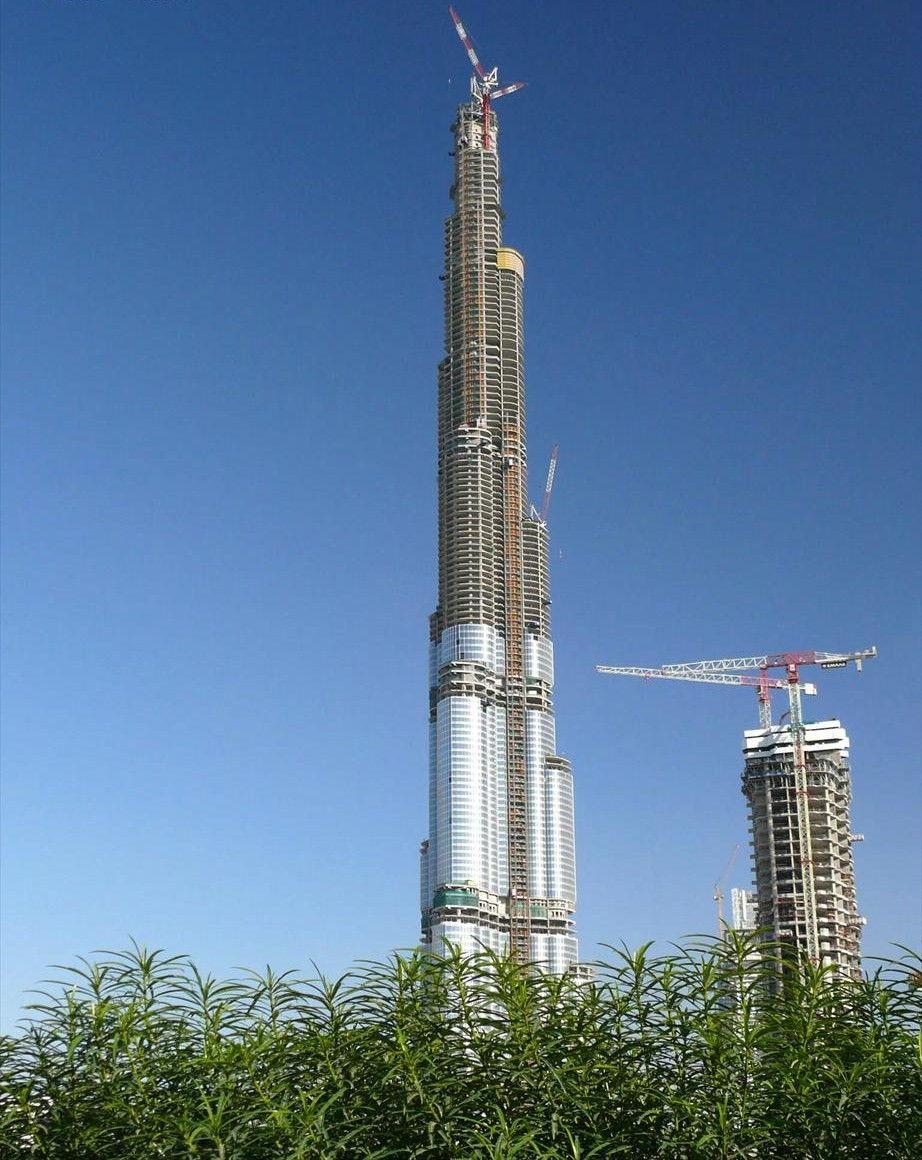
ダウンタウンドバイ・旧市街の地区から見た、建設中のブルジュ・ハリファ（2008年）

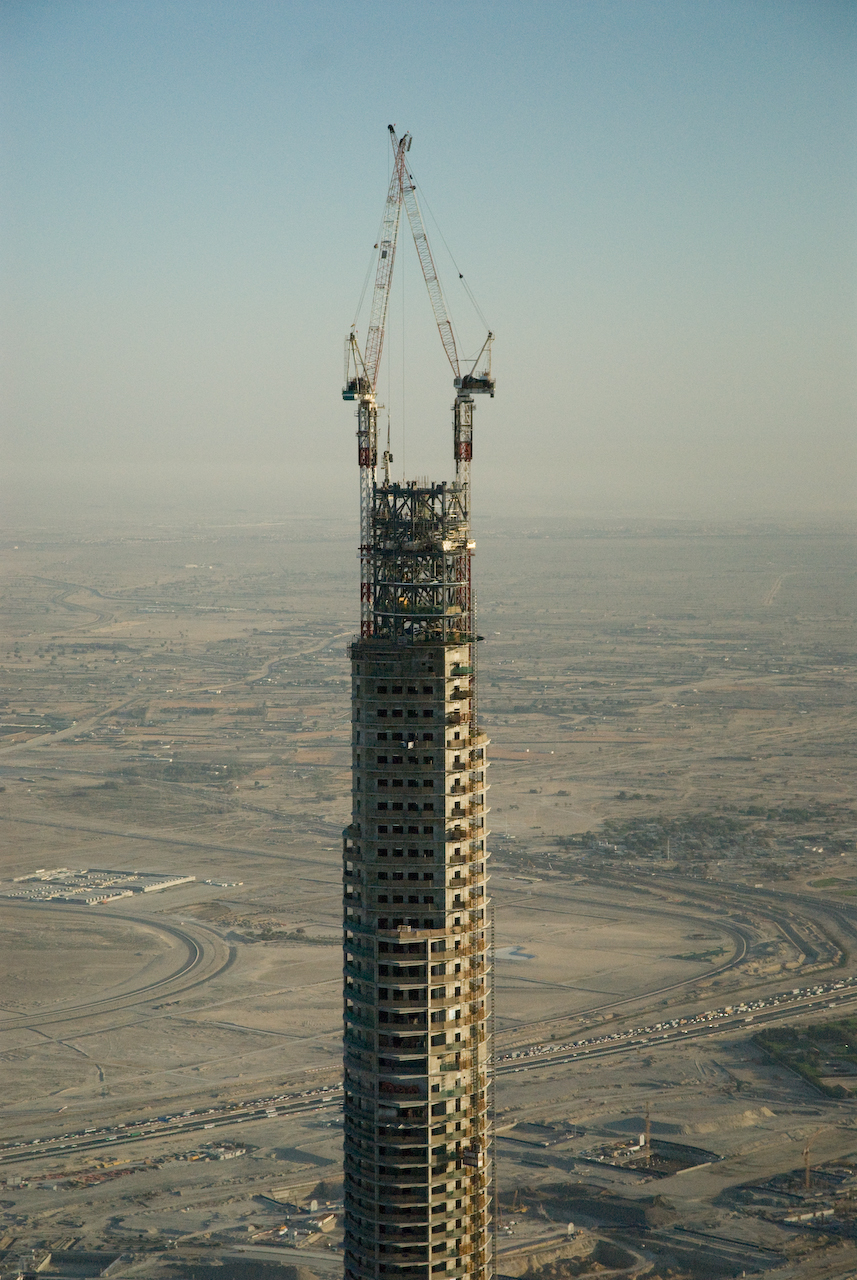
2008年3月に空撮された建設中のブルジュ・ハリファ

建設は、韓国のサムスン物産が、ベルギー最大の建設会社のベシックス (Besix)、アラブ首長国連邦の超高層ビルを得意とするアラブテック (Arabtec) とジョイントベンチャーを組んで担当した。建造コンクリート強度は80N/平方ミリメートル (80メガパスカル（80万hPa）)。このビルの設計はアメリカ合衆国のスキッドモア・オーウィングズ・アンド・メリル (SOM) が、上海のジンマオタワーなどの設計で有名なアメリカ人建築家のエイドリアン・スミスを主要設計技師、ウィリアム・F・ベーカーを主要構造技師に迎えて行われた。設備はアラブ首長国連邦のETA社、インドのVoltas社、日本の日立プラントテクノロジーが担当している。26,000枚以上のガラス板は、中国香港の遠東環球集団（中国建築股份有限公司の子会社）から300人以上の専門家によって据え付けられた。建設契約において、Turner社がプロジェクトの管理を担当した。基礎は鉄筋コンクリート製である。プツマイスター社はこの建設のために超高圧コンクリートポンプ車 (BSA 14000 SHP-D) を開発した。コンクリートは45000 m3以上、鉄筋を含めると11万t以上の重量となるコンクリートから直径1.5 m、長さ43 mのパイルが192本造られ、50 m以上の深さに埋められた。躯体には33万m3のコンクリートと55000 tの鉄筋が使われ、工数は2200万［人・時］にのぼった。基礎に使われたコンクリートは高密度かつ低透過性ものである。基盤の下には陰極防食法が施され、地下水が含有する腐食性化学物質による悪影響を最小限にしている。2008年5月、プツマイスター製ポンプは地上606 m (1,988 ft) の156階までコンクリートを汲み上げる世界記録を達成した。組み立てには吊り上げ荷重25 tのタワークレーン3台が、最上階に至るまで使われた。なお、コンクリートの原料である砂はオーストラリアから輸入したものである。
建設は2004年9月21日に始まり、外貌は2009年10月1日に完成した。オープンは2010年1月4日に行われた。
2009年3月、建設プロジェクト議長のエマール・プロパティーズ社ムハンマド・アル＝アッバールは、ブルジュ・ハリファの事務所スペースの価格が4,000USドル/ft2（43,000USドル/m2）に達し、アルマーニが販売する住居スペースは3,500USドル/ft2（37,500USドル/m2）になったことを発表した。彼は、プロジェクト全体の費用を約15億USドルと見積もった。

### 建設の遅れ
2008年6月9日エマール・プロパティーズ社は、ブルジュ・ハリファの建設がアップグレードを理由とした遅延状態にあり、2009年9月にならなければ完成しないと発表した。広報担当者は「贅沢品まで含めた完成は2004年とされていたが、これは初期の構想によるものである。現在はアップグレードされた完成に向かっている。居住区のデザインは美しくより魅力的かつより機能的に高められた」と述べた。そして完成日を2009年12月2日に延期するという発表が行われた。しかし結局はさらに1か月以上遅れ、ブルジュ・ハリファは2010年1月4日にオープンした。

### 労働争議
ブルジュ・ハリファは、主に南アジアからの労働者によって建設され 、 2008年6月17日時点で建設現場には7,500人の熟練労働者が働いていた。その賃金は熟練の大工で日給4.34UKポンド、一般労働者で2.84UKポンドだった。BBCの調査とヒューマン・ライツ・ウォッチの報告によると、労働者の住居は酷いありさまで、賃金不払いや雇い主によるパスポートの差押さえなどがあり、劣悪な環境で仕事をしなければならなかった。建設中の事故死は1名のみと発表されているが、ヒューマン・ライツ・ウォッチによるとUAEによる労働災害や死亡者の報告は「とても不充分な記録」だと言う。
2006年3月21日、約2,500人の労働者が、シフトが終わってもバスが到着していない事を原因に不満を爆発させ、抗議活動の上に車や事務所、コンピューターや建設資材などを破壊した。ドバイ内務省職員によると、この損害は50万UKポンドに及ぶという。暴動を引き起こしたほとんどの労働者は翌日には戻ってきたが、彼らは就業を拒否した。

## デザインと設備

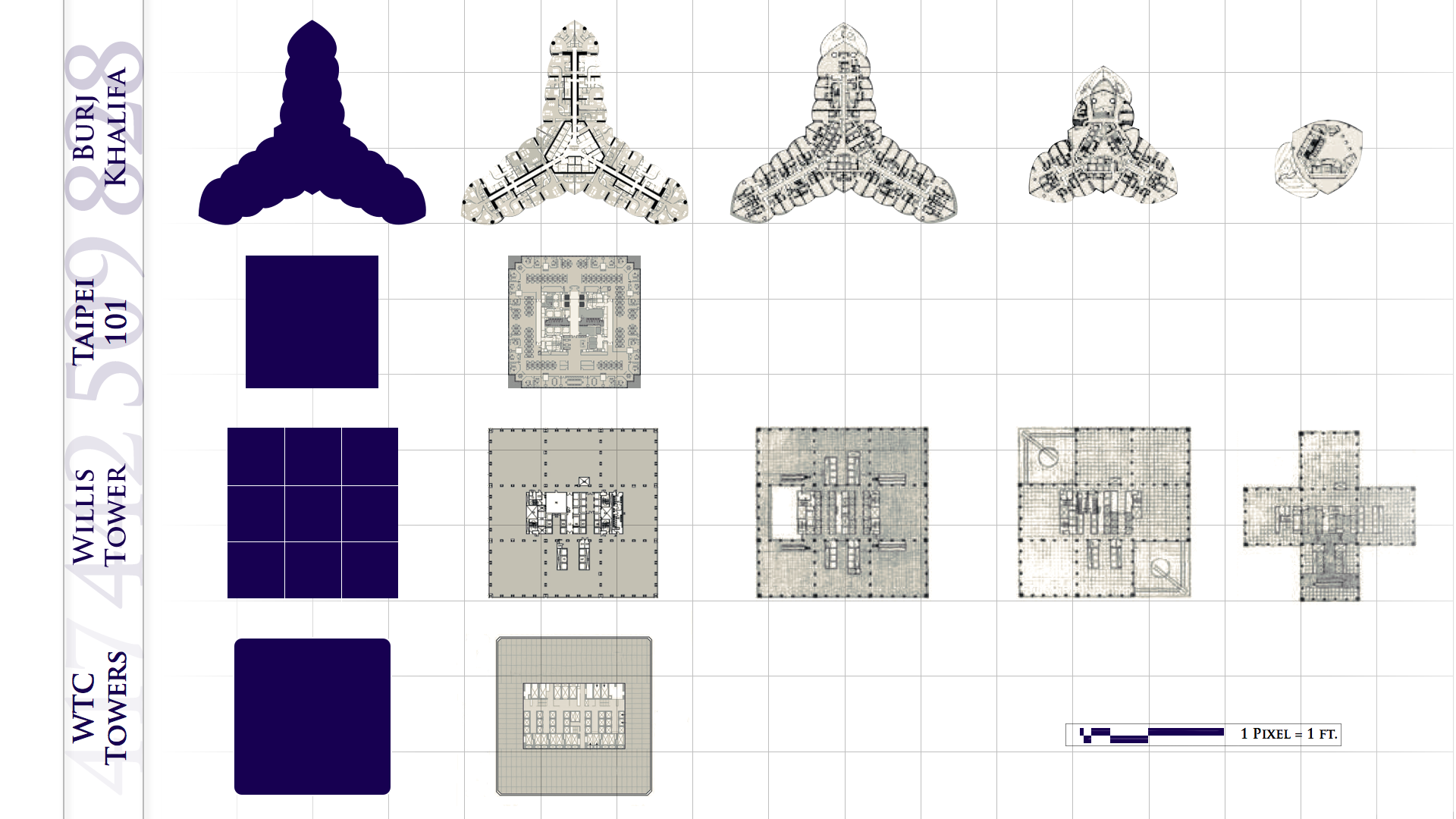
横断面の比較（上からブルジュ・ハリファ、台北101、ウィリス・タワー、旧ニューヨーク世界貿易センタービル）

設計は、シカゴのウィリス・タワーやニューヨークの1 ワールドトレードセンターで実績を持つSOMが担当した。ブルジュ・ハリファはファズラー・ラフマーン・カーンが開発した、束ねられたチューブ構造が採用された。このシステムによって、使用する鋼材はエンパイア・ステート・ビルディングの半分に抑えられた。設計には、フランク・ロイド・ライトが考えた1マイル高のビルザ・イリノイ計画の構想が影響を及ぼしている。デザインチームのメンバーだったSOMの建築家マーシャル・ストラバラによると、ブルジュ・ハリファのデザインでは、ソウルのタワーパレス3 G棟73階建て住居がベースになったという。計画の当初、ブルジュ・ハリファは全室が居住用で計画されていた。

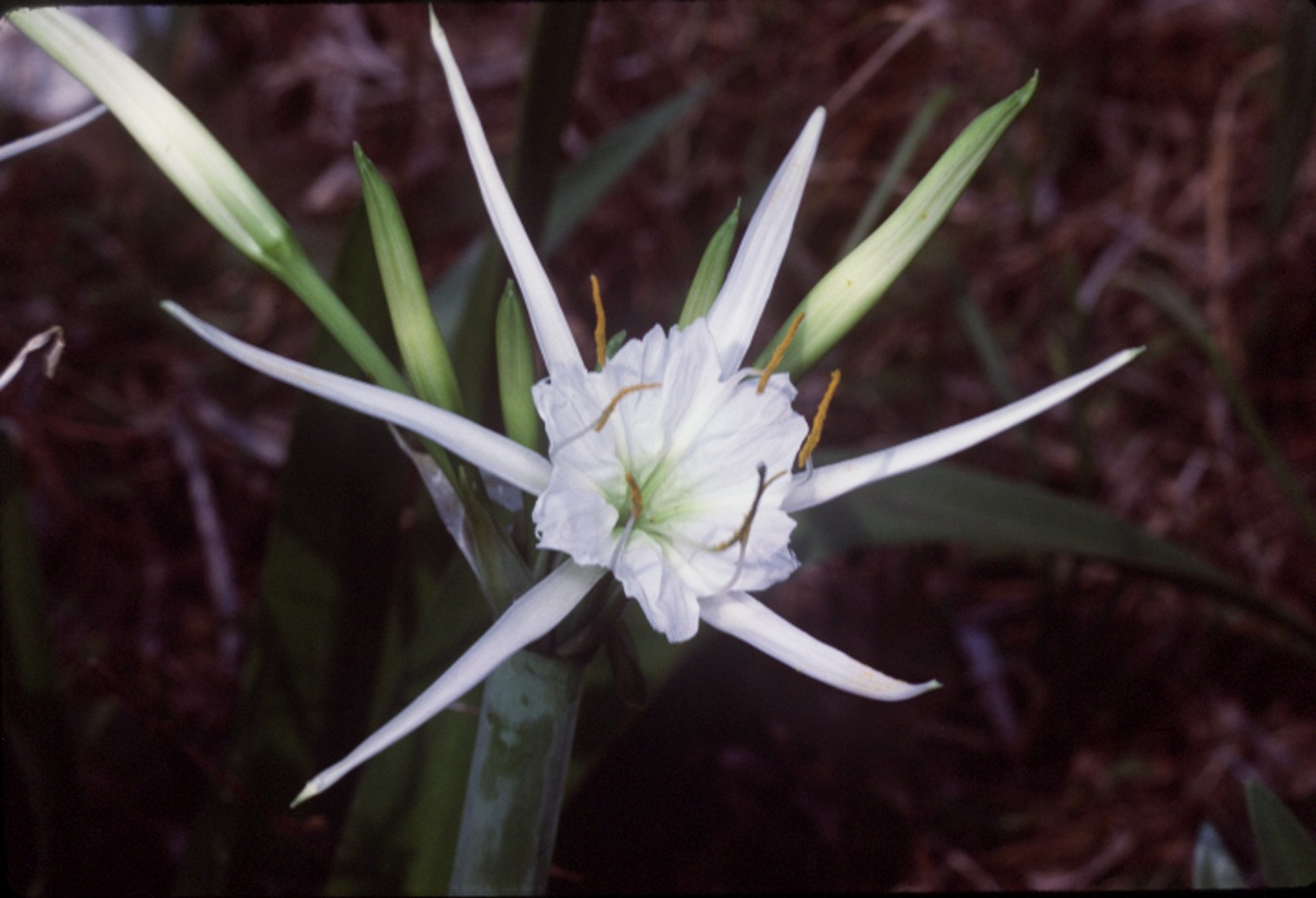
ヒメノカリスの花。6本の放射状に伸びる花びらを持ち、ここからデザインのイメージが取られた。

ブルジュ・ハリファは、イスラーム建築で表現される柄からデザインされた。SOMの構造エンジニアであるビル・ベーカーによると、デザインの際に特定の文化的や歴史的な要素が取り込まれた。翼形状が外側に伸びるY字型の断面は、景観や自然光が差込むのに適し、住居やホテル用途には理想的である。主要設計技師のエイドリアン・スミスは、ビルが持つ3つの切り欠きはヒメノカリスの花から連想したという。ビルは中央のコアを取り囲む3つ構成部分で成り立っている。沙漠の地表から上に行くに従って、各構成部分は敷地境界線から後退（セットバック）して螺旋形状を取りながら、上階の床面積がより小さくなってゆく。テラスは27箇所にある。先端になると中央のコアが露出し、その上に尖塔が設置されている。Y字型の床は、ペルシア湾の展望が最も良く見えるようデザインされている。上空から見下ろしたり、地表から見上げると、建物はイスラーム建築のオニオンドームを連想させるように見える。尖塔の先の揺れは、幅1.5 m (4.9 ft) に及ぶ。
空前の高さを持つビルを支持するため、六角形のコア部が3方向から構成部分によって補強されるY字型形状を持たせた「バットレスト・コア」という新規構造が開発された。この構造によって建物は自ら外側から支え、ねじれを防ぐことを可能とする。
尖塔は4000 t以上の重さを持つ構造用鋼鉄で作られている。中央の頂上パイプは350 tあり、建物の中央からストラット・ジャッキで200 m (660 ft) の高さまで吊り上げられた。この尖塔部分は通信装置を収容している。
外構は、142,000 m2 (1,528,000 sq ft) にもおよぶ反射ガラスと、縦置き管状ファンを備えたアルミニウムおよびステンレス鋼製の窓小間パネルが用いられた。これらは、ドバイの極端に暑い夏季の気温に耐えられるように設計されている。
巨大ビルの質量から来る極度の圧力に耐えられるよう、コンクリートは特別な配合のものが使われ、鉄筋コンクリート構造でよく行われるように、所定の圧力に耐え得ることを確認する検査がバッチ毎に実施された。クリープや収縮の検査はCTL社が担当した。

### フロア
以下は、各階の明細である。
| 階        | 用途                           |  | 階別の間取り図 |
| 160-163   | 機械室                         |  | 階別の間取り図 |
| 156–159   | 通信・放送                     |  | 階別の間取り図 |
| 155       | 機械室                         |  | 階別の間取り図 |
| 139–154   | オフィス                       |  | 階別の間取り図 |
| 136–138   | 機械室                         |  | 階別の間取り図 |
| 125–135   | オフィス                       |  | 階別の間取り図 |
| 124       | 屋外展望台「At the Top」       |  | 階別の間取り図 |
| 123       | スカイロビー                   |  | 階別の間取り図 |
| 122       | レストラン「At.mosphere」      |  | 階別の間取り図 |
| 111–121   | オフィス                       |  | 階別の間取り図 |
| 109–110   | 機械室                         |  | 階別の間取り図 |
| 77–108    | 居住区                         |  | 階別の間取り図 |
| 76        | スカイロビー                   |  | 階別の間取り図 |
| 73–75     | 機械室                         |  | 階別の間取り図 |
| 44–72     | 居住区                         |  | 階別の間取り図 |
| 43        | スカイロビー                   |  | 階別の間取り図 |
| 40–42     | 機械室                         |  | 階別の間取り図 |
| 38–39     | アルマーニ・ホテル（スイート） |  | 階別の間取り図 |
| 19–37     | アルマーニ・ホテル             |  | 階別の間取り図 |
| 17–18     | アルマーニ・ホテル             |  | 階別の間取り図 |
| 9–16      | アルマーニ・ホテル             |  | 階別の間取り図 |
| 1–8       | アルマーニ・ホテル             |  | 階別の間取り図 |
| Ground    | アルマーニ・ホテル             |  | 階別の間取り図 |
| Concourse | アルマーニ・ホテル             |  | 階別の間取り図 |
| B1–B2     | 駐車場、機械室                 |  | 階別の間取り図 |

304室のホテルはその1/4がアルマーニの運営で、15階から30階を占める。オープニングは2010年3月18日になったが、諸事情により営業は同年4月27日にずれ込んだ。オフィススペースは3月から提供された。
43階と76階のスカイロビーはプールを備えている。44階から72階と77階から108階までは個人用住居が占め、デベロッパーによると募集開始から8時間で予約が埋まったという。ホテルと住居以外の場所はほとんどがオフィスであるが、122階から124階にはレストラン、スカイロビー、屋内外の展望台がある。入居は2010年2月から開始と計画された。
ブルジュ・ハリーファは、常時35,000人が滞在できるよう考えられた。エレベーターは57基、エスカレーターは8基設置された。エレベーターは1基当り12-14人が搭乗可能で、最大昇降速度は600 m/min = 10 m/s (33 ft/s)。当初、世界初の3重のデッキを備えたエレベーターが考えられたが、最終的にダブルデッキに落ち着いた。内部には、展望台へ向かう利用者を退屈させないためLCDディスプレイが備え付けられている。階段は、1階から160階まであり、段数は2,909である。
建物のグラフィック・デザインはドバイに本拠を置くBrash Brands社が制作した。同社は他にも、国際展開のイベントや通信、ビジターセンターの企画なども行った。

### 展望台デッキ

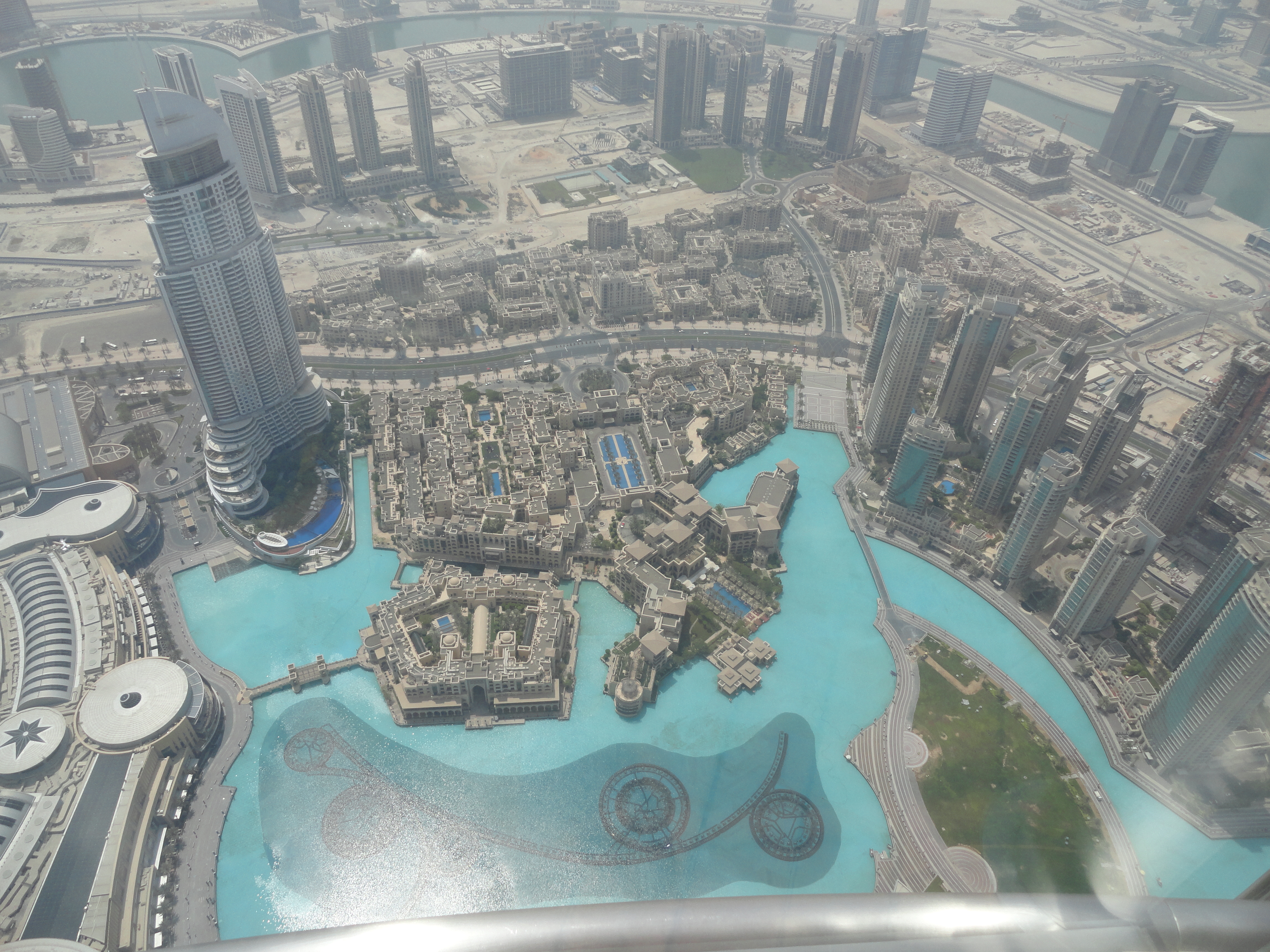
At the Topからの眺め

屋外展望台は「At the Top」と名づけられ、2010年1月5日にオープンした。これは452 m (1,483 ft) にあり、世界で3番目、屋外にあるものとしては2番目に高い展望台である。この展望室へはブルジュ・ハリファから直接入る事は出来ず、隣接するドバイ・モールで受付を済ませて、そこから地下道でここに昇るエレベーターに移動する。この展望台デッキには、Behold Telescope という拡張現実機器が備わっている。これはモントリオールのgsmprjct°社が開発したもので、現在の全周風景を眺めることや、異なる時間や天候下での風景を見ることもできる。混雑を防ぐため、日時指定したチケットは75%の割引で販売されている。
電源の故障によってエレベーターが途中で止まり45分間にわたり客が閉じ込められたトラブルの後、2010年2月8日から展望台の公開が一時中止された。2月14日のバレンタインデーに間に合わせて再開されるという噂もあったが、結局閉鎖状態は同年4月4日まで続いた。

### 水供給設備
ブルジュ・ハリファに供給される水道水は1日当たり平均94万6000Lにのぼり、長さ100kmの水道管が通されている。この他に、213kmの消火用水供給ラインと34kmの空調用冷却水ラインがある。

### 空調設備
ブルジュ・ハリファには、外気よりも冷えた清浄な空気が供給されるシステムがある。最も稼働が高まる時期には、1日当たり13000tの製氷に匹敵する能力を発揮する。システムに生じた結露水は集められ、地下駐車場のタンクに一時貯蔵される。このシステムから、年間6800万Lの水が周囲の公園を潅水する用水として利用される。

### 防災設備
ブルジュ・ハリファは高い気密性を備えた数箇所に分けられる。空調機つきの退避階が35階毎にあり、火災発生の際には階段を歩いてここへ一時避難する。

### 緑地
ブルジュ・ハリファの周囲には面積11 haもの公園が囲うようにある。この設計は造園家集団のSWA Group が担当した。ここにはドバイ・ファウンテンと同じくWET designers社が設計した水をあしらった6つの施設、庭園、ヤシの街路樹や花で飾られた木などがある。

### 窓の清掃
総数24,348、面積120,000 m2 (1,290,000 sq ft) に上る窓ガラスの清掃は、40、73、109階の屋外3箇所に設けられた水平方向のレールと縦の動きに使う頑丈なワイヤーで1,500 kg (3,300 lb) のゴンドラを動かしながら行う。109階以上と27階以下の箇所はつり柱から下げる一般的なかごを使う。しかし尖塔の最上部は、高さや強風をものともせずロープにぶら下がって作業をする専門家を雇わなければならない。特にトラブルがなくとも、ビルの外面すべての清掃には36人を投入して3-4ヶ月かかる。
清掃用無人機械は27の段上とガラス尖塔部分に設置される。このシステムはオーストラリアのメルボルンで開発され、費用は800万オーストラリアドルかかった。設置工事はオーストラリアのCox Gomyl社が獲得した。
イギリスの日刊紙であるデイリー・メールに2010年1月6日09:41時刻で載せられた《So, how DO you clean windows on the world's tallest building?（では、世界で最も高い建物の窓はどのように掃除しますか？）》という記事には《Twelve machines weighing 13 tons carry up to 36 cleaners, who use ordinary soapy water to wash down the Burj's 24,830 reflective windows in a process that takes three months from top to bottom.（13トンの12台のマシンは、最大36人の清掃員を運び、通常の石鹸水を使用して、ブルジュの24,830の反射窓を上から下まで3か月かかるプロセスで洗い流します。）》とあり、使用ガラス総数は24,830枚となっている。

## 開業

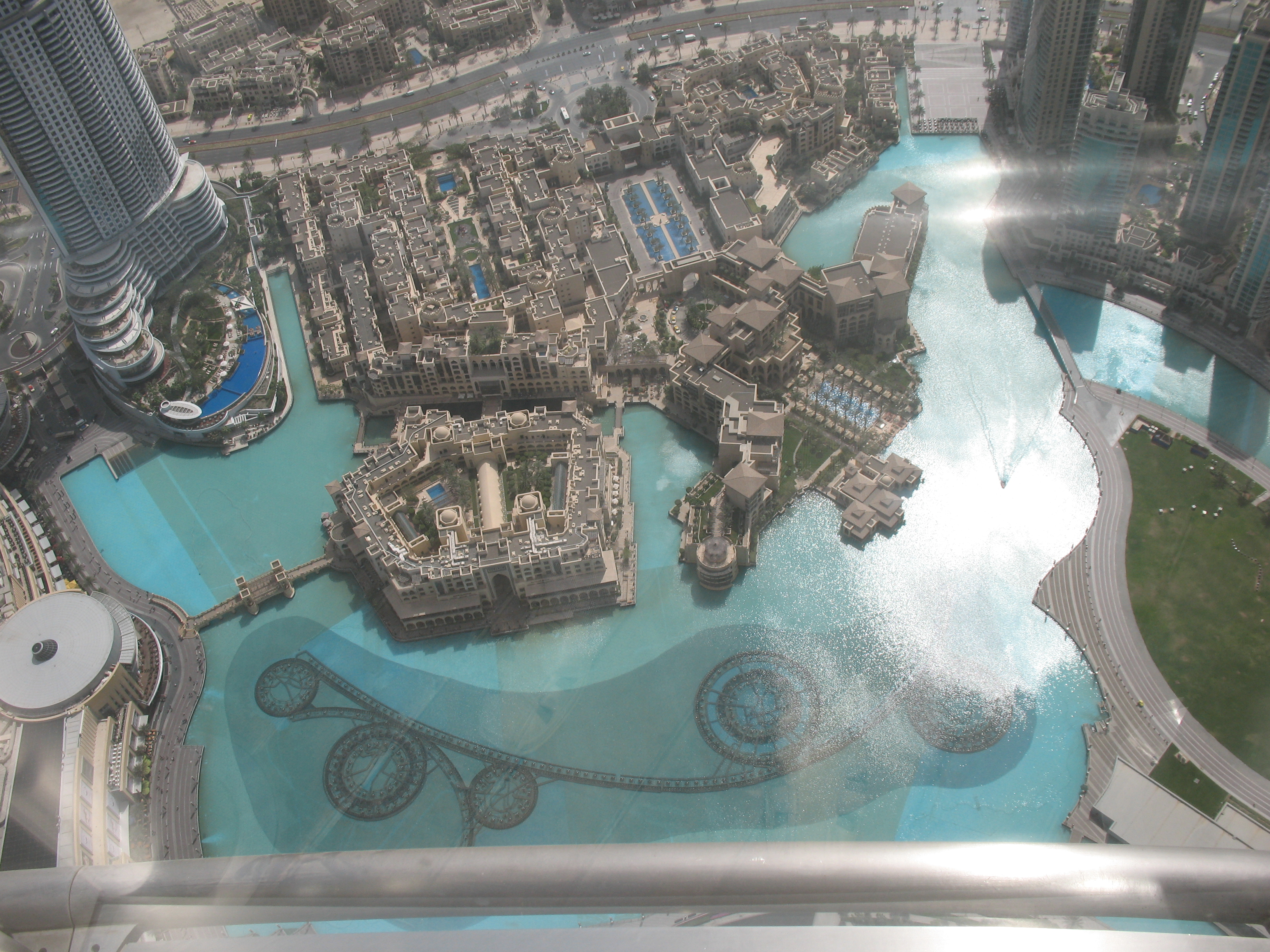
ドバイ・ファウンテン

### セレモニー
ブルジュ・ハリファは2010年1月4日に開業した。オープニングの式典では10000発の花火が打ち上げられ、ビルはライトアップされ、音と光と噴水で彩られた。この照明はイギリスのデザイナー集団Speirs and Major Associatesが担当した。
式典は、ドバイの歴史とブルジュ・ハリファの建設が進む様子を紹介する短編映画の上映で始まった。その後、音響と照明、噴水および花火の競演が続いた。3部構成のセレモニーは、最初に主に光と音を用いて沙漠の花と完成したビルを関連づけるテーマのもとドバイ・ファウンテンの花火とコーディネートされて行われた。次に、300個のプロジェクターで演出された影とともにダイナミックな照明を使い、高層ビルが建設される様子を表現したプロジェクトマッピング「Heart Beat」が展開された。最後には、空に引かれた線や筒がビルを白い光の後光でブルジュ・ハリファを包み、これが広がりながら光環となって尖塔に達する光景を見せた。
式典の様子はブルジュ・パーク島に設置された大型スクリーンにライブで流され、さらにドバイ中心部にも複数のモニターを通じて中継された。世界中から数百ものメディアが押し寄せ、生中継を行った。また、報道陣以外にも6,000人が招待された。

### 入居率
ビルの建設が不動産バブルとその後の世界金融危機の時期と重なったドバイでは、ブルジュ・ハリファの賃料はオープニングから10ヶ月で40%に落ち込んだ。いくつかの記録が喧伝されている状況とは裏腹に、借り手が思ったようにつかず、オーナーたちは家賃提示額をどんどん下げざるを得なくなった。2010年10月の段階で、900戸のマンションのうち825戸が空室のままであり、「高さ600メートルの幽霊屋敷」とも揶揄された。しかし、経済の回復とともに入居率は増加し、エマール社は、2012年10月時点で80%の住居は埋まったと報告した。

### ニューイヤー・イベント
2010年12月31日、レーザーや光を伴った花火がブルジュ・ハリファを彩った。これは新年を祝う花火としては最も高い打ち上げ花火となった。そして2011年の新年には「正月の祭り」をテーマに、200以上の国籍を持つ人が住むドバイの精神に捧げる花火が空を舞った。そして同時に、ブルジュ・ハリファ1周年も祝われた。

## ダウンタウン・ドバイ
ドバイの幹線シェイク・ザーイド・ロード沿いに、ダウンタウン・ドバイ と呼ばれる超高層ビル街が建設されている。その中心がこのブルジュ・ハリファである。ブルジュ・ハリファの周囲には、世界最大のショッピングモールであるドバイ・モールや、既に完成しているアドレス・ダウンタウン・ドバイ（棟高306 m、63階建て）など超高層ビルが何十棟も建設中である。
また、2009年には、ダウンタウン・ドバイ地区のブルジュ・ハリファの正面に世界最大の噴水、ドバイ・ファウンテンが設置された。幅275 mの壮大な噴水で、垂直噴水能力は高さ150 mに達する。なお、世界一はアメリカ・イリノイ州のイーストセントルイスにあるゲートウェイ・ガイザー (Gateway Geyser) の192 mである。

## 記録

他の建築物との比較
左から順に、ギザのピラミッド、エッフェル塔、エンパイア・ステート・ビル、ペトロナス・ツインタワー、台北101、旧ワールドトレードセンター・ビル（ツインタワー）、ウィリス・タワー、CNタワー、KVLY-TV塔、ワルシャワ・ラジオ塔、ブルジュ・ハリファ
注：東京スカイツリーは未記載。

### 開業時における記録
以下の記録について従来はそれぞれ異なる建造物が世界一であったが、ブルジュ・ハリファはことごとく記録を塗り替え、全てにおいて世界一である。ギネス世界記録にも認定されている。
- 現存する最も高い建設物：829.8 m (2,722 ft)（前記録はKVLY-TV塔– 628.8 m (2,063 ft)）
- かつて存在したものを含む最も高い建設物：829.8 m (2,722 ft)（前記録はワルシャワラジオ塔 – 646.38 m (2,121 ft)）
- 自立した最も高い建設物：829.8 m (2,722 ft)（前記録はCNタワー – 553.3 m (1,815 ft)）
- 最も高い超高層ビル（尖塔までの高さ）: 828 m (2,717 ft)（前記録は台北101 – 509.2 m (1,671 ft)）
- アンテナまでを含む最も高い超高層ビル：829.8 m (2,722 ft)（前記録はウィリス・タワー – 527 m (1,729 ft)）
- 最も階数が多い建物：163階（前記録はウィリス・タワー – 108）[84]
- 最も高い居住スペースがある建物[85]
- 最も高いところにまで設置されたエレベーターがある建物（ビル最上部のロッド内部に設置されている）[36][86]
- 昇降行程世界最長のエレベーター[36]
- 世界最高地点に据えられた垂直型コンクリートポンプ：606 m (1,988 ft)[18]
- 住居を持つ建物として初めて世界一高い建造物の地位を占めた[19]
- 世界で2番目に高い展望台：123階、452 m (1,483 ft)[87][88] 営業開始当時は屋外展望台として世界一の高さにあったが、広州塔が最上部に設置した「Cloud Top」に抜かれた[54]
- 最も高い位置にナイトクラブを備える: 144階[89]
- 最も高い位置にレストラン（店名「At.mosphere」）を備える: 122階、442 m (1,450 ft)（前記録はCNタワーの「360」、350 m (1,148 ft)）[90][91]
- 最も高い位置で新年を祝う花火が使われた[82]
- 世界で2番目に高い位置にプールを備える：76階[92]

### 高さ1位でなくなる日
2010年時点でクウェートの首都・クウェートシティの隣で進行中の人工副都心マディナ・アル＝ハリール地区に高さ1,001 mのハイパービルディングであるブルジュ・ムバラク・アル＝カビール（2035年竣工予定）が計画されている。また、ブルジュ・ハリファと同じアラブ首長国連邦のドバイでも、ナキールが高さ1,400 mの「ナキールタワー」（建設中止）、さらに高さ2,400 mの「ドバイ・シティ・タワー」の建設も予定され、他にもサウジアラビアのジッダでは高さ1,008 mの「キングダム・タワー」（2024年竣工予定）の建設計画があり、バーレーンの首都マナーマでも高さ1,022 mの「ムルジャン・タワー」の計画が浮上している。このように、ブルジュ・ハリファを超える高さの超高層ビルの建設計画が中東で次々と明らかになっているので高さ1位の記録が破られるのは時間の問題だと考えられている。ただし、2007年に始まった世界金融危機（世界同時不況）の影響も顕在化し、ナキール・タワーの建設計画が中止となるといったことも起きており、どの段階でどのビルによって抜かれるのかについてはあまりはっきりしていない。

## 冒険家の挑戦

### ベースジャンピング
ブルジュ・ハリファは何度かベースジャンピングの舞台に選ばれたが、それらには合法・非合法の両方がある。
- 2008年5月、エルヴェ・ル・ガロウとイギリスのデヴィッド・マクダネルの2人はエンジニアの扮装で、当時高さ650 mのビルに不法侵入し、160階床に設置された2つのバルコニーからジャンプした[94][95]。

- 合法の例では2010年1月8日に、エミレーツ航空協会員のナスル・アル・ニヤディとオマル・アル・ヘゲランの2人が672 mに相当する160階の床に据えつけたクレーンに吊るされ、そこからベースジャンプに挑んで、最も高い位置からの世界記録を達成した。2人は最大時速220 km/h (140 mph) で滑降し、10秒後にパラシュートを展開、着地まで90秒後の飛翔を見せた[96][97]。

### 登頂
2011年3月28日、フリークライマーのアラン・ロベールはブルジュ・ハリファ外壁登頂へ挑んだ。尖塔の先へ到達するまで6時間かけた彼は、UAEの安全法に従うため通常はフリーソロ・クライミングを行うところを、ロープとハーネス着用で臨む必要があった。

## 事件・事故
エレベーター故障問題
- 2010年1月9日
落成から5日後の同日、124階の展望台に向かっていたエレベーターが停止。観光客14人が、地上430 m付近で約1時間エレベーター内に閉じこめられた[99]。
- 2010年2月6日
同日夜、電源供給に関する技術的問題からエレベーターが停止。124階の展望台にいた観光客数十人が1時間以上にわたって展望台に閉じ込められた。この事故に伴い展望台は閉鎖。当初、2月14日には再開される見通しだった[100]が、延期され[101]、最終的に再開されたのは4月4日となった[102]。

## テロへの抗議
2015年11月、パリ同時多発テロ事件への抗議と哀悼でトリコロールの3色にライトアップした。

## 受賞
2010年6月、ブルジュ・ハリファは世界高層ビル協会から、2010年度中東・アフリカ地域最高度ビルの賞を受けた。同年8月には、2010年度中東の建設における最高のプロジェクトを讃える賞が贈られた。
2010年10月25日世界高層ビル協会は、新たに設けた高層ビル「グローバル・アイコン」賞をブルジュ・ハリファに授ける式典にて「年間最優秀高層ビル」でも表彰を行った。協会によると、「グローバル・アイコン」賞とは特定の地域にとどまらず高層建築物のジャンルへ世界的な影響を与える特別な超高層ビルを指すと説明された。それは革新的な計画・設計・施工が行われ、高層建築における構造や工学また都市計画にも革新をもたらしたものでなければならない。それゆえこの賞は場合によっては基礎工事だけも対象にすることもあり、10年から15年毎に例外的な計画にも授与される可能性を示されている。
世界高層ビル協会賞の議長を務めるAdrian Smith + Gordon Gill Architecture社のゴードン・ギルは、以下のコメントを表明した。
| 「 | 年間最優秀高層ビル賞は真の意味でブルジュ・ハリファにふさわしいものだろうかという意見が審査メンバーの中から上がっていた。 私たちは、ここに建つビルがひとつの建築物によって風景を一新することが可能だという事を、それが完成する遥か前から世界中に知らしめた、憧憬の対象だと話し合った。 まさに、世紀のビルという表現こそふさわしい。 | 」 |

## 登場作品
『andyとrock』(2008)
『モンゴロイドブルース』(2009)
andymori楽曲それぞれの歌詞に登場する。ただし当初の建築名であるブルジュ・ドバイ。
『ミッション:インポッシブル/ゴースト・プロトコル』(2011)
主人公のイーサン・ハントがブルジュ・ハリファの外壁をよじ登る場面がある。
『インデペンデンス・デイ: リサージェンス』(2016)
ドバイがエイリアンによる反重力攻撃を受けて街の残骸がイギリスロンドンに降り注ぐシーンがあり、そこでブルジュ・ハリファがロンドン・アイの根元に突き刺さり倒壊させている。
エミレーツ航空CM『We're on top of the world』(2021)
フライトアテンダント姿の女性が地上828mの尖塔の上でアピールを行う。CGではなく、背後の支柱にハーネスで固定された状態で撮影を行っている。
エミレーツ航空CM『See you at Dubai Expo』(2022)
上記CMの続編。尖塔の上の女性の背後を、「ドバイ国際博覧会」塗装のエアバスA380-800型機が145ノットの超低速・超低空飛行で通過する。